# يورغن آدامز
يورغن آدامز (بالألمانية: Jürgen Adams)‏ (و. 1961  م) هو لاعب هوكي الجليد ألماني، ولد في مانهايم، مركز لعبه هو مهاجم ‏.

## روابط خارجية
- يورغن آدامز على موقع EliteProspects.com (الإنجليزية)
- يورغن آدامز على موقع Eurohockey.com (الإنجليزية)
- يورغن آدامز على موقع HockeyDB.com (الإنجليزية)